# Automobilový průmysl v Polsku
Automobilový průmysl v Polsku představuje významnou součást polské ekonomiky. V roce 2016 tvořila výroba motorových vozidel, přívěsů, návěsů a dalších dopravních prostředků 11,7 % z celkové průmyslové produkce v Polsku. Polsko je jedním z největších výrobců automobilů ve střední a východní Evropě. V roce 2016 bylo Polsko na 21. místě mezi největšími výrobci automobilů na světě.
Před 2. světovou válkou se výroba automobilů v Polsku postupně rozvíjela, avšak proti jiným evropským zemím byl tento vývoj pomalejší. Výraznějším krokem byla licenční výroba na základě smlouvy s italskou firmou Fiat, avšak válka vývoj narušila a tak teprve v roce 1947 došlo k podstatné změně, která je spojena s firmou FSM (Fabryka Samochodów Małolitrażowych) a s firmou FSO (Fabryka Samochodów Osobowych) ve Varšavě, kterou založila polská vláda v roce 1951.

## Historie před 2. světovou válkou

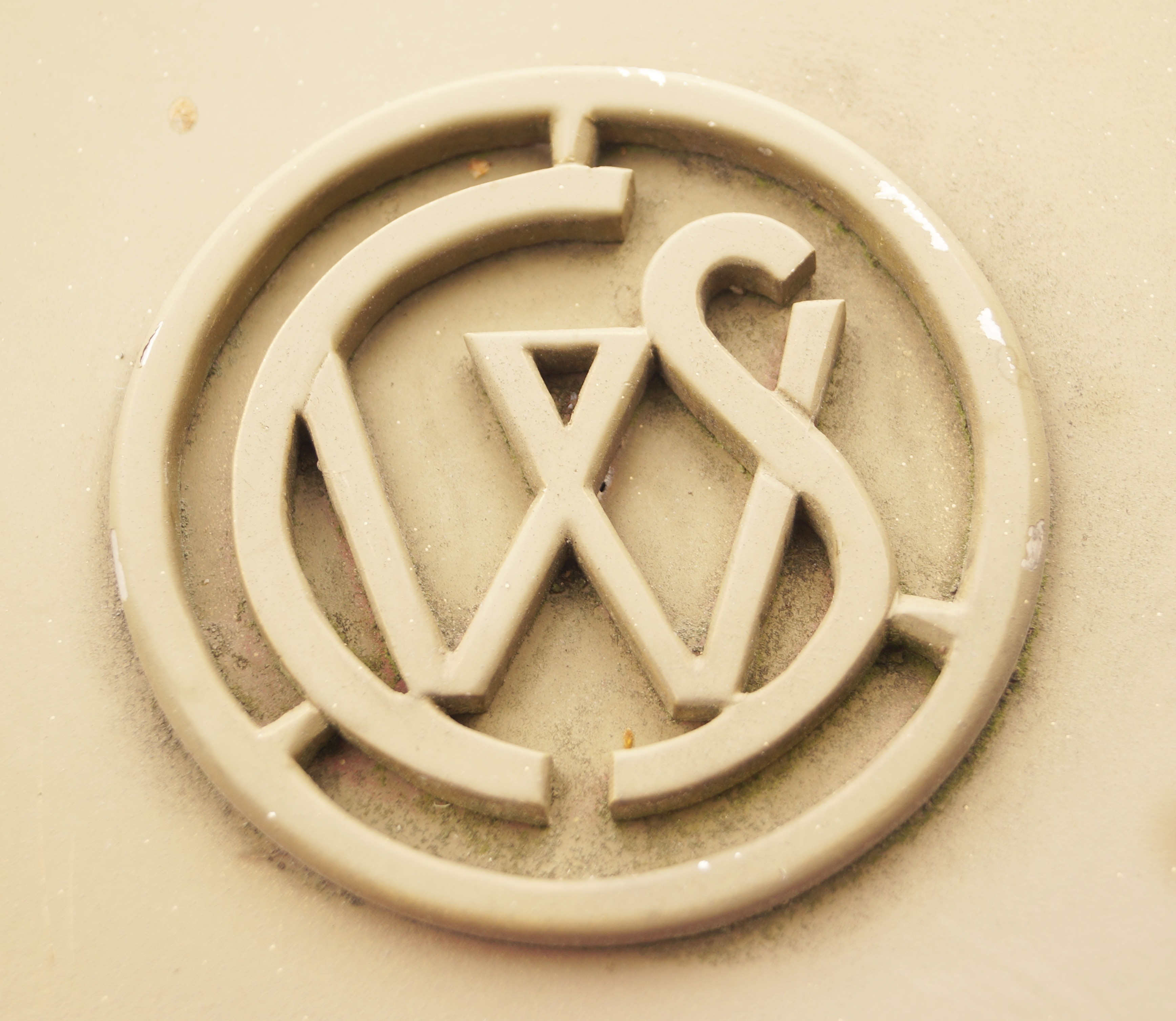
Logo firmy CWS

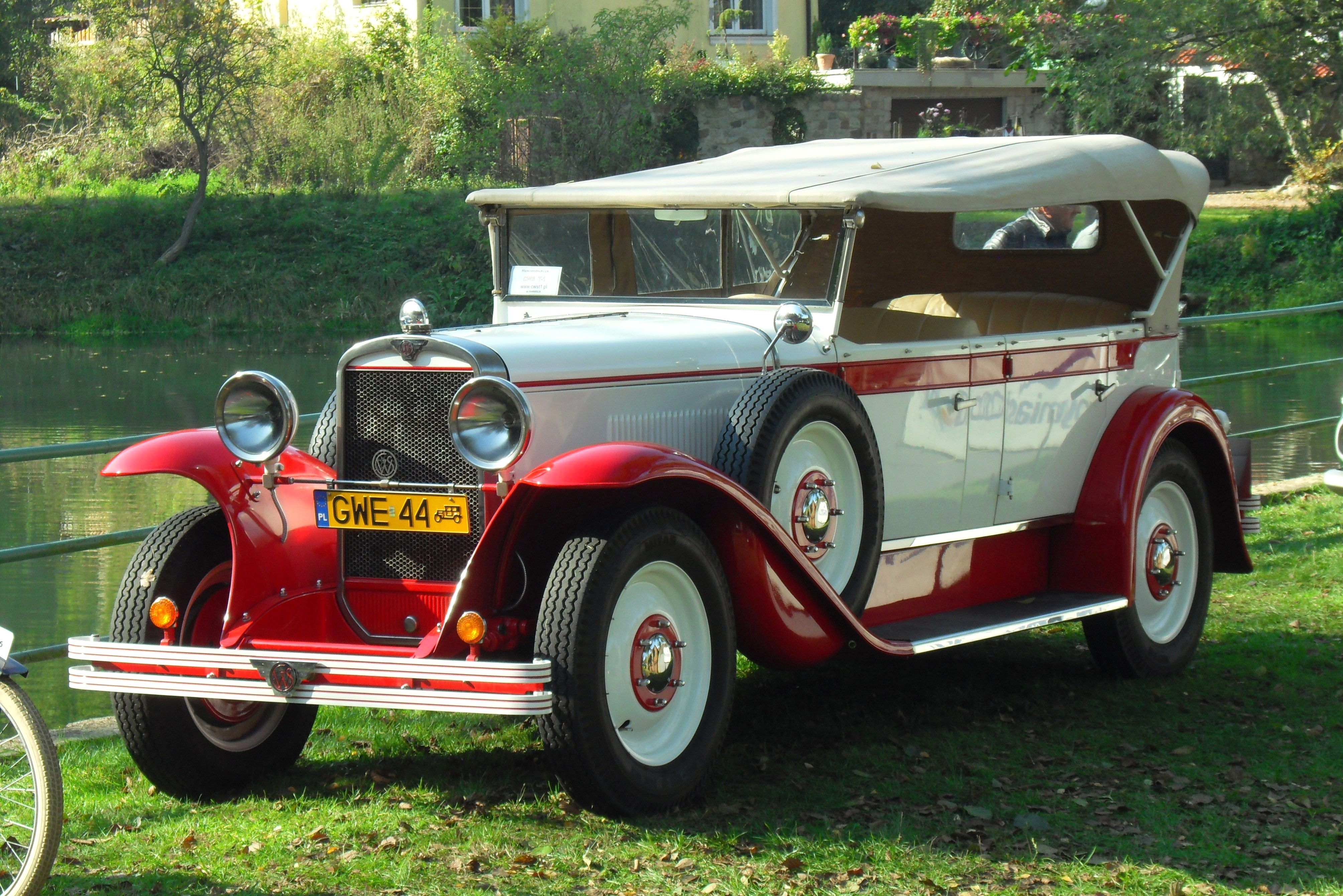
CWS T-1 torpedo (replika)

Jednou z prvních společností vyrábějících automobily v Polsku byl závod Ursus, továrna založená v roce 1893, která je známá především výrobou traktorů. Firma Ursus vyráběla mimo jiné též nákladní auta a autobusy Ursus A. V roce 1918 byla založena firma CWS (Centralne Warsztaty Samochodowe), která patřila mezi nejznámější polské automobilky. V roce 1928 byla sloučena s firmou Państwowe Zakłady Inżynierii (česky Státní strojírny) vyrábějící mj. Polski Fiat 508 a dále autobusy a nákladní automobily. Ve srovnání s jinými evropskými zeměmi, jako je Francie, Velká Británie nebo Československo, však byla výroba automobilů v Polsku malá. Zpočátku to vyplynulo z obtížné ekonomické situace po 1. světové válce a po polsko-bolševické válce a pak ze světové krize, která měla negativní dopad i na automobilový průmysl v Polsku, rozvíjející se v malých krocích.
K opětovnému rozvoji výroby došlo v druhé polovině 30. let v důsledku podepsání smlouvy o licenční výrobě mezi polskou vládou s italským Fiatem, která se realizovala ve Státních automobilových strojírnách (vůz Polski Fiat 508 – nejlevnější a nejoblíbenější auto konce 30. let v Polsku). V roce 1937 polská vláda, která chtěla podnítit rozvoj domácího průmyslu, umožnila občanům odečíst 20 % z ceny zakoupeného domácího automobilu z daně z příjmu. V roce 1939 byla zahájena montáž vozů německých značek jako např. BMW a Mercedes-Benz, před vypuknutím války bylo smontováno cca 50 vozidel. Až do roku 1939 narůst výroby ale ve srovnání se západními zeměmi nebo dokonce Československem stále nebyl tak vysoký vzhledem ke koncentraci polského hospodářství na tehdy důležitější průmyslová odvětví, jako např. zbrojní průmysl. Agrese Německa a SSSR v září 1939 způsobila další zastavení rozvoje automobilového průmyslu v Polsku.

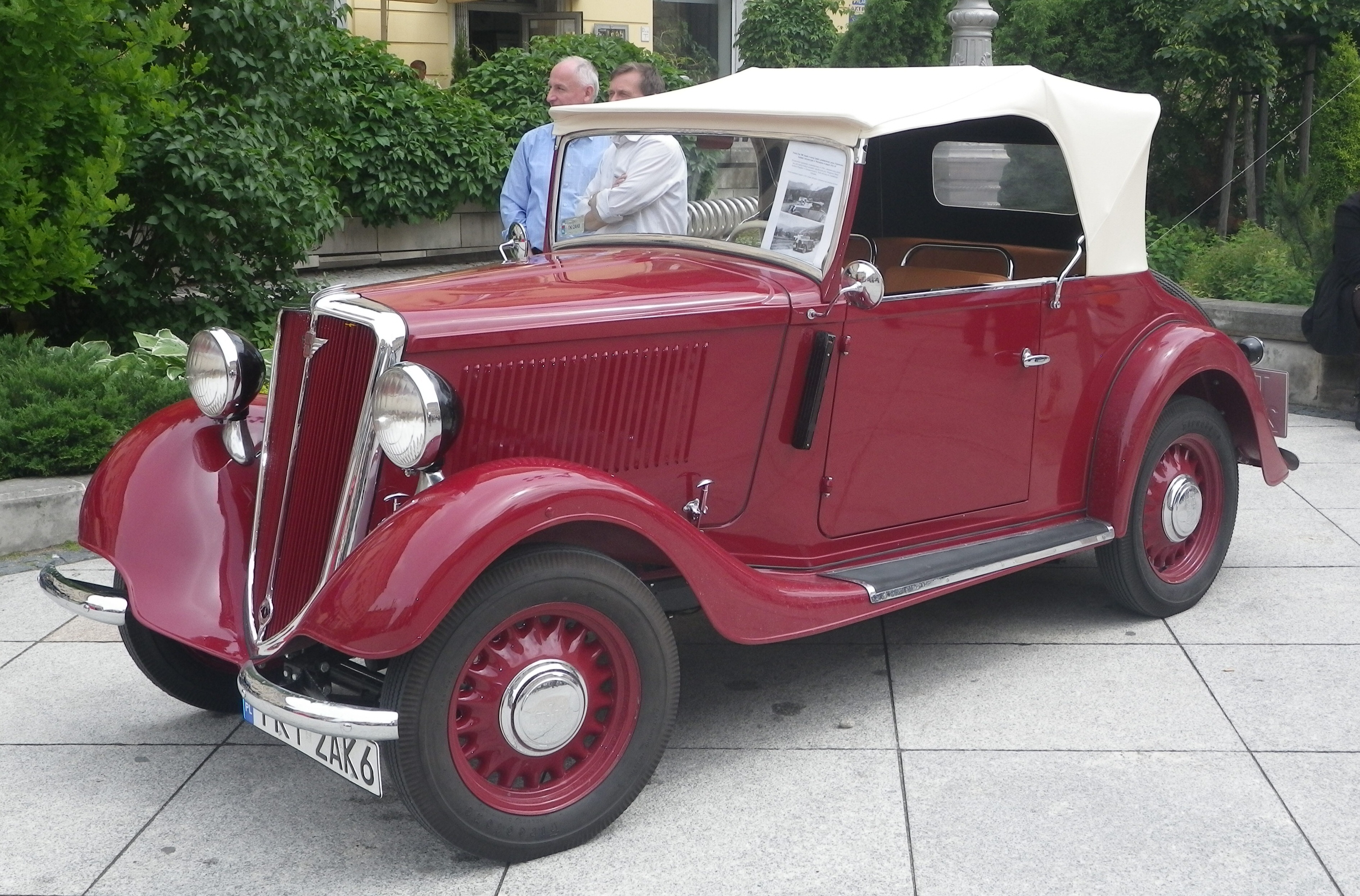
Polski-Fiat-508

## Polská lidová republika
Po 2. světové válce byly všechny předválečné závody na výrobu automobilů zničeny a vydrancovány, na což měly vliv vojenské operace v roce 1939, loupeže Němci, jakož i záměrné ničení a drancování průmyslových závodů Němci po Varšavském povstání, kde se nacházela většina továren na výrobu automobilů v Polsku a žádný předválečný výrobce nebyl obnoven. Firma Ursus se po válce zabývala v souladu s novou centrálně plánovaného ekonomikou Polské lidové republiky výrobou traktorů a  výrobu automobilů převzaly nové závody. Nejznámější je Fabryka Samochodów Małolitrażowych (FSM) působící v letech 1971–1993 v městech Bílsko-Bělá a Tychy. Tato továrna v roce 1980 vyrobila 417 834 vozů, což umístilo Polsko na 13. místo ve světě, 8. v Evropě a 2. po SSSR ve východním bloku. Mezi nejznámější modely osobních automobilů v té době patřily: Warszawa, Syrena, FSO / Polski Fiat 125p a také Polski Fiat 126p a Polonez. Polský Fiat 126p neboli „Maluch“ byl nejslavnějším vozem té doby a nejvyráběnějším vozem v historii Polska (3 318 674 kusů).

## Po roce 1989
Po změně politického systému v roce 1989 začala privatizace polských závodů na výrobu automobilů.
V roce 1992, v důsledku dohody vlády Jana Olszewského z 28. května 1992 se společností Fiat, změnila továrna na malé automobily svůj název na Fiat Auto Poland SA a v roce 1994 v důsledku vypršení platnosti licenční smlouvy byla značka Polski Fiat (126p) stažena z trhu – nadále vyrábí vozy pod značkou Fiat a logo bylo změněno na jednotné v celé společnosti.
V roce 1993 založila poznaňská Továrna na výrobu zemědělských automobilů (ve stejném roce se její název změnil na Tarpan) společný podnik s Volkswagenem s názvem Volkswagen Poznań; v roce 1996 byla společnost Tarpan zlikvidována a 100% vlastníkem podniku se stal Volkswagen AG.
V roce 1995 převzala továrnu na automobily v Lublinu a FSO ve Varšavě firma Daewoo.
V 90. letech 20. století byly také založeny nové podniky, jako např. Automet v roce 1990, Neoplan Polska v roce 1994 (od roku 1999 značka Solaris) a AMZ-Kutno v roce 1999. V roce 1992 polská Kapena založila společný podnik se švédskou Scanií a v roce 1998 zahájila spolupráci s italským výrobcem autobusů Cacciamali, který se v roce 2000 stal hlavním akcionářem Kapeny. V roce 2003 se Kapena stala hlavním zástupcem koncernu Irisbus v Polsku a zahájila výstavbu nového závodu, zároveň Scania koupila všechny podíly ve společnosti Scania-Kapena a transformovala se na Scania Production Słupsk (v roce 2023 byla výroba autobusů ve Słupsku ukončena).
V roce 1996 vznikly i továrny Opel v Gliwicích, továrny Volvo ve Wroclawi a továrny MAN Bus v Sadech u Poznaně.
Výroba vzrostla na 650 tisíc vozů kolem roku 1999, v následujících letech klesla mj. v důsledku bankrotu společnosti Daewoo, která vlastnila továrny ve Varšavě, Lublinu a Nyse, jakož i v důsledku kolapsu trhu s novými automobily v Polsku po vstupu do Evropské unie a zahájení dovozu ojetých aut ze Západu, která byla levnější.
Na počátku 21. století Polsko vyrobilo přibližně 300 000 osobních vozidel za rok. Tento počet se postupně opět zdvojnásobil a kolem roku 2009 ztrojnásobil.
V roce 2003 zkrachoval výrobce traktorů „Ursus“, v roce 2004 byla do Rakouska přesunuta většina výroby nákladních vozů Star a v roce 2006 došlo k jejímu úplnému ukončení, čímž skončila historie výroby těchto nákladních vozidel v Polsku a v roce 2009 byla značka zcela zlikvidována. Ve stejném roce se Daewoo-FSO vrátilo ke jménu FSO a zaměřilo se na výrobu modelů FSO Lanos a Matiz. V roce 2005 začala výstavba závodu MAN Trucks v Niepołomicích.
V roce 2008 vznikla firma Arrinera, která jako první v Polsku vyráběla tzv. supersportovní vozy.
Polsko bylo v letech 2007–2009 největším výrobcem osobních automobilů ve střední a východní Evropě po České republice a Rusku. Kolem roku 2010 představoval polský automobilový sektor 11 % celkové průmyslové produkce země a přibližně 4 % HDP. Zaměstnával 130 tisíc lidí, což se promítlo do produkce 800 až 900 tisíc automobilů za rok. Většina produkce je určena na export, zejména do zemí Evropské unie. V roce 2009 činila hodnota vývozu 15,7 miliardy €, což představovalo 16 % celkového polského vývozu. V následujících letech se počet vyrobených vozů snižoval až na 583 258 v roce 2013, kdy se Polsko umístilo na 23. místě v seznamu největších výrobců automobilů na světě.
V únoru 2011 vypršela licence na výrobu Avea ve FSO a výroba nové verze tohoto modelu Chevrolet zde nebyla obnovena. Toto rozhodnutí ovlivnila nejen celosvětová krize (ke konci srpna 2010 FSO vyrobila pouze 27,1 tisíc vozů, tj. o 41 % méně než v roce 2009), ale také vstoupila v platnost Smlouva o volném obchodu, v jejímž důsledku automobily dovezené z Jižní Koreje do Evropské unie jsou osvobozeny od 10 % cla. Od té doby se společnost zabývá zejména výrobou automobilových součástek.
Automobilovými značkami nejvíce vyráběnými v Polsku jsou Fiat, Volkswagen, Opel, MAN, Solaris, Ursus, Volvo a Melex. Z těchto společností je v Polsku historicky nejvýznamnější Fiat. Výroba automobilů na základě licence od Fiatu začala v Polsku před 2. světovou válkou a pokračovala po válce v roce 1967.
Většinu podniků v odvětví vlastní zahraniční společnosti. Některé modely vyráběné v Polsku v posledních letech: Opel Astra (generace III, IV a V), Fiat Panda a Fiat 500, Lancia Ypsilon, Ford Ka, Chevrolet Aveo. V roce 2017 bylo v Polsku vyrobeno 689 729 vozů, což mu vyneslo 4. místo z hlediska výroby automobilů ve střední a východní Evropě po České republice, Rusku a Slovensku.